# 深草アキ
深草 アキ（ふかくさ アキ、1949年9月 - ）は、中国古楽器である秦琴（しんきん）日本唯一の奏者、作曲家。

## 経歴
1949年9月、愛知県で生まれる。16歳よりバンド活動を開始。1968年、愛知県立瑞陵高等学校卒業。慶應義塾大学法学部卒業後、ベース奏者として「ファー・イースト・ファミリー・バンド」等で長く活躍した。1979年、街で偶然出会った中国の古楽器「秦琴」に魅せられ､試行錯誤の結果、独自の「音」の世界の構築を始める。秦琴の音色を重視したオリジナル作品を生み出すと共に､NHK大河ドラマ『武田信玄』のタイトルバック、挿入曲を演奏。姫路城で行われた坂東玉三郎の舞台､『玉三郎 in HIMEJI』の音楽監督を担当、共演するなど、その独特の「音」を伝えてきた。更に、数々の賞に輝いたNHKドラマ『藏』の音楽を担当した。

## 主な活動
1975年 - 1977年、ファーイーストファミリーバンドにベーシストとして加入、LPレコード「地球空洞説」、ロンドン近郊オックスフォードのマナースタジオで録音された「多元宇宙への旅」、及び「天空人」に参加する。1978年バンド「観世音」結成、1981年、アウターリミッツとのカップリングレコード「Made In Japan」をリリース（1991年にCD化）している。そして1986年、秦琴奏者としてのファーストアルバム『秦琴』をリリースした。当時、故・筑紫哲也氏が担当のTBSラジオ「筑紫哲也のニュースジョッキー」のテーマ音楽担当、1988年NHK大河ドラマ「武田信玄」挿入曲の演奏、坂東玉三郎の舞台「玉三郎in姫路」の音楽監督・演奏など、を担当した。その後、宮尾登美子原作の三部作ともいうべき、NHKドラマ「藏」（1995年）、「春燈」（1997年）、「櫂」（1999年）の音楽を作曲演奏し、1996年、関西テレビHi-Visionドラマ「雪の夜の微塵となりて眠るかな〜湖･三橋節子伝説」の音楽を担当、1999年、関西テレビドキュメンタリードラマ「谷崎潤一郎 その愛」の音楽を担当した。2000年、坂東玉三郎公演「海神別荘」（泉鏡花原作）の音楽を担当、2006年、日生劇場･大阪松竹座での尾上松緑主演「夏の夜の夢」（原作シェイクスピア）の音楽を担当した。
1993年、日本テレビ「ズームイン朝・朝のポエム」に出演。1994年、作家・故水上勉が主宰する「若州一滴文庫」くるま椅子劇場にて筑紫哲也プロデュースによる「幻夢一夜」コンサートに出演。1998年、パリ「音楽の日」フェスティバルに参加しパリの日本大使館別館にてコンサートを行なう。同年、NHK-BS番組「滝のアリア」に出演。2000年、NHKスタジオパーク「スタパDEライブ」に出演。2005年、財団法人「海洋博覧会記念公園管理財団」による「徳川美術館所蔵・琉球式楽器復元プロジェクト」に参加。2011年、NHK第一ラジオ「ラジオビタミン」出演。同年、慶應義塾機関誌『三田評論』に随筆寄稿。2014年、NHK第一ラジオ「ラジオ深夜便」出演。同年、NHK第一ラジオ「すっぴん!」に出演。
劇団への楽曲提供も多く、森井睦主宰「ピープルシアター」への楽曲提供、壤晴彦主宰の演劇倶楽部『座』では「高野聖」(泉鏡花）、「御伽草子」（太宰治）の舞台に演奏で参加している。
海外においては、1997年ノルウェー、オスロのシルケリグ・レコードより『黎明／Solrenning』をリリース、日本を始めヨーロッパ各国で発売されている。現在、最新作CD『満月の滑空』を含め、15作品をリリースしている。
2022年現在のコロナ禍のなか、自身の部屋から「In my room」と称して演奏を配信し、YouTubeにはこの40数年間録りためていたカセットやDAT音源の演奏をビデオ化して載せている。

## 論文
自身の楽器である「秦琴」の調査・研究も深めその論文をホームページに公開している。また、東洋音楽学会の会員でもありその機関誌「東洋音楽研究」に、「潘之恒における・絃鞉、三絃源流説」（東洋音楽研究 第77号）と「宋・太宗、五絃阮の調弦の解明」（東洋音楽研究 第80号）の二つの論文を投稿している。

## ディスコグラフィー
- 『満月の滑空』（コロムビア・オーマガトキレコード）2014年 全国書誌番号:22381316
- リイッシュー『白鷺』（コロムビア・オーマガトキレコード）2011年
- リイッシュー『星の大地』（オーマガトキレコード）2011年 全国書誌番号:21993573
- 『AKI FUKAKUSA LIVE ARCHIVES Vol.1 1989-1994』2008年
- 『春蘭調』（ライブハウス四谷コタンでの1989年演奏のライブ盤）2006年
- DVD『妙音希聲』（オーマガトキレコード）2006年 全国書誌番号:21153029
- 『妙音希聲』深草アキ・ベスト盤（オーマガトキレコード）2003年 国立国会図書館書誌ID:000004051620
- 『櫂』NHKドラマ「櫂」サウンドトラック（オーマガトキレコード）1999年
- 『黎明』アンネ・ヴァーダ＆深草アキ ノールウエイ録音（シルケリグレコード）1997年[23]
- 『蔵』NHKドラマ「蔵」サウンドトラック（オーマガトキレコード）1996年
- 『月の沙漠』（オーマガトキレコード）1994年
- 『絲夢』（ビクターレコード）1991年 国立国会図書館書誌ID:000008925529
- 『白鷺』姫路市政100周年記念「玉三郎 in 姫路」ライブ盤（オーマガトキレコード）1989年
- 『星の大地』（オーマガトキレコード）1988年
- 『秦琴』（オーマガトキレコード）1986年 国立国会図書館書誌ID:000008888900